# هنري كورتيس ليند
هنري كورتيس ليند (بالإنجليزية: Henry Curtis Lind)‏ (ولد في 21 أكتوبر 1921) ووكان محام والصحافي الرابع عشر للقرارات [1] من المحكمة العليا للولايات المتحدة عام 1979-1989.
ولد في كرانستون، رود أيلاند، وحصل على شهادة البكالوريس للفن من جامعة برنستون عام 1943 وشهادة في القانون من جامعة هارفارد في عام 1949. وكان في ممارسته الخاصة عام 1949-1957، عندما انضم إلى موظفي شركة المحامين التعاونية للنشر في روتشستر، نيويورك، حررت الطبعة من محامي الولايات المتحدة والتقارير العليا في الولايات المتحدة في محكمة دايجست. وكان مساعد مراسل للقرارات في لمحكمة عام 1973-1979 وأشرفت على الانتقال من هوت ليد إلى منسق كمبيوتر. وأيضا كتب دليل للأسلوب والتكوين للكتابة القضائية.